# 灰嬰症候群
灰嬰症候群，或稱灰嬰症及灰嬰綜合徵，是一種初生嬰兒在接受靜脈注射氯黴素後出現的罕見嚴重副作用。

## 病理
初生嬰兒由於並未能完全自行建立體內的酶，尤其是肝臟負責代謝的酶，去處理或分解身體內多餘的氯黴素，就會出此種情況。

## 臨床徵狀
當接受氯黴素後的2-9天，毒素積聚會出現以下徵狀：
- 嘔吐
- 皮膚呈灰白色
- 四肢無力
- 低血壓
- 發紺（嘴唇及皮膚呈紫藍色）
- 體溫過低
- 心血管虛脫

## 治療
氯黴素的治療必須立即停止，有可能需要進行等量換血以去除體內的氯黴素。

## 預防
灰嬰症候群可以在控制氯黴素的劑量及監察血液水平來避免。